# Trametes junipericola
Trametes junipericola är en svampart som beskrevs av Manjón, G. Moreno & Ryvarden 1984. Trametes junipericola ingår i släktet Trametes och familjen Polyporaceae.   Inga underarter finns listade i Catalogue of Life.